# Kazumi Watanabe (Sportschütze)
Kazumi Watanabe (jap. 渡辺 和三, Watanabe Kazumi; * 30. Oktober 1947 in der Präfektur Kanagawa; † 2. August 1996) war ein japanischer Sportschütze, der vor allem im Trap aktiv war.

## Erfolge
Kazumi Watanabe nahm dreimal an Olympischen Spielen teil. Bei den Olympischen Spielen 1984 in Los Angeles belegte er mit 186 Punkten den geteilten elften Platz. Vier Jahre darauf zog er in Seoul mit 147 Punkten ins Halbfinale ein, in dem er 48 Treffer erzielte und mit insgesamt 195 Punkten als Fünfter das Finale erreichte. Dort war er mit 21 Punkten der schwächste der sechs Schützen, sodass er mit 216 Punkten den letzten Platz und damit den sechsten Gesamtrang belegte. 1992 schloss er die Qualifikation in Barcelona mit 148 Punkten ab, der höchsten erzielten Punktzahl. Nur Dmytro Monakow erzielte ebenso viele Punkte. Im Halbfinale folgten 47 Punkte, seine 195 Gesamtpunkte reichten damit erneut für die Finalrunde aus. Wie der bis dahin punktgleiche Petr Hrdlička traf Watanabe 24 Ziele, weshalb es zwischen den beiden zu einem Stechen um den Olympiasieg kam. Im Gegensatz zu Hrdlička verfehlte Watanabe gleich das erste Ziel und erhielt so die Silbermedaille hinter Hrdlička und vor Marco Venturini, der Bronze gewann.
1978 wurde Watanabe in Seoul mit der Trap-Mannschaft Vizeweltmeister, zu der neben Watanabe noch Kan Numajiri, Mitsuyoshi Kodaira und Masao Obara gehörten. Auf kontinentaler Ebene sicherte er sich im Einzel sowohl 1987 in Peking als auch 1990 in Seoul den Titel bei den Asienmeisterschaften. Bei Asienspielen gewann er 1974 in Teheran im Skeet die Silbermedaille in der Mannschaftskonkurrenz. Vier Jahre danach belegte er in Bangkok mit der Trap-Mannschaft den ersten Platz, ein Erfolg, der ihm 1982 in Neu-Delhi auch in der Einzelkonkurrenz gelang. Watanabe sicherte sich die Goldmedaille vor Yu Haiquan und Randhir Singh. Mit der Mannschaft gewann er 1982 die Bronzemedaille, was ihm 1990 in Peking noch ein weiteres Mal gelang.